# Puchar Świata w Kolarstwie Szosowym 2003
Puchar Świata w kolarstwie szosowym w sezonie 2003 to piętnasta edycja tej imprezy. Organizowany przez UCI, obejmował dziesięć wyścigów, z których wszystkie odbyły się w Europie. Pierwszy wyścig – Mediolan-San Remo – odbył się 22 marca, a ostatni – Giro di Lombardia – 18 października.
Trofeum sprzed roku obronił Włoch Paolo Bettini. Najlepszym teamem okazał się włoski Saeco Macchine per Caffè.

## Kalendarz
| Data  | Wyścig                   | Zwycięzca           | Drugi               | Trzeci             |
| ----- | ------------------------ | ------------------- | ------------------- | ------------------ |
| 22.03 | Mediolan-San Remo        | Paolo Bettini       | Mirko Celestino     | Luca Paolini       |
| 06.04 | Ronde van Vlaanderen     | Peter Van Petegem   | Frank Vandenbroucke | Stuart O’Grady     |
| 13.04 | Paryż-Roubaix            | Peter Van Petegem   | Dario Pieri         | Wiaczesław Jekimow |
| 20.04 | Liège-Bastogne-Liège     | Aleksandr Winokurow | Michael Boogerd     | Danilo Di Luca     |
| 27.04 | Amstel Gold Race         | Tyler Hamilton      | Iban Mayo           | Michael Boogerd    |
| 03.08 | HEW-Cyclassics           | Paolo Bettini       | Davide Rebellin     | Jan Ullrich        |
| 09.08 | Clásica de San Sebastián | Paolo Bettini       | Ivan Basso          | Danilo Di Luca     |
| 17.08 | Mistrzostwa Zurychu      | Daniele Nardello    | Jan Ullrich         | Paolo Bettini      |
| 05.10 | Paryż-Tours              | Erik Zabel          | Alessandro Petacchi | Stuart O’Grady     |
| 18.10 | Giro di Lombardia        | Michele Bartoli     | Angelo Lopeboselli  | Dario Frigo        |

## Klasyfikacja indywidualna
| Lp. | Zawodnik          | Team                   | Punkty |
| --- | ----------------- | ---------------------- | ------ |
| 1.  | Paolo Bettini     | Quick Step – Davitamon | 365    |
| 2.  | Michael Boogerd   | Rabobank               | 220    |
| 3.  | Peter Van Petegem | Fassa Bortolo          | 219    |
| 4.  | Davide Rebellin   | Gerolsteiner           | 187    |
| 5.  | Erik Zabel        | Team Telekom           | 186    |
| 6.  | Danilo Di Luca    | Saeco                  | 140    |
| 7.  | Mirko Celestino   | Saeco                  | 139    |
| 8.  | Michele Bartoli   | Fassa Bortolo          | 124    |
| 8.  | Daniele Nardello  | Team Telekom           | 124    |
| 8.  | Stuart O’Grady    | Crédit agricole        | 124    |

## Klasyfikacja drużynowa
| Lp. | Team                     | Punkty |
| --- | ------------------------ | ------ |
| 1.  | Saeco Macchine per Caffé | 79     |
| 2.  | Quick Step-Davitamon     | 72     |
| 3.  | Alessio-Bianchi          | 47     |
| 4.  | Rabobank                 | 47     |
| 5.  | Fassa Bortolo            | 45     |